# ロレンツォ・ヴィラ
ロレンツォ・ヴィラ（Lorenco Vila 、1998年12月14日 - ）は、アルバニア・ドゥラス出身のプロサッカー選手。アルバニアのテウタ所属。ポジションは、フォワード（センターフォワード）。元アルバニア代表であり、テウタでチームメイトであるエミリアーノ・ヴィラはいとこである。